# یودو مارگونو
یودو مارگونو (انگلیسی: Yudo Margono؛ زادهٔ ۲۶ نوامبر ۱۹۶۵) نظامی اهل اندونزی است، که هم‌اکنون به‌عنوان فرمانده سپاه تفنگداران دریایی اندونزی فعالیت می‌کند.